# Ion Păun
Ion Păun (ur. 17 lutego 1951 w Drăganu) – rumuński zapaśnik walczący w stylu klasycznym. Trzykrotny olimpijczyk. Zajął piąte miejsce w Montrealu 1976 i szóste w Monachium 1972, a odpadł w eliminacjach turnieju w Moskwie 1980. Startował w kategorii 62 kg.
Trzykrotny uczestnik mistrzostw świata; brązowy medalista w 1977. Ma w swoim dorobku również pięć medali na mistrzostwach Europy, w tym złoty w 1977, srebrny w 1976 i 1978 a brązowy w 1974 i 1980. Mistrz Uniwersjady w 1977 i 1981 roku.
- Turniej w Monachium 1972

Pokonał Jima Hazewinkela USA, Slavko Koletićia z Jugosławii, Heinza-Helmuta Wehlinga z NRD i przegrał z Hideo Fujimoto z Japonii.
- Turniej w Montrealu 1976

Wygrał z Larsem Malmkvistem ze Szwecji, Choi Gyeongiem-su z Korei Południowej, Pekke Hjeltem z Finlandii, a przegrał z Teruhiko Miyaharą z Japonii i László Réczim z Węgier.
- Turniej w Moskwie 1980

Przegrał z Larsem Malmkvistem ze Szwecji i Ivanem Frgiciem z Jugosławii.